# Tiszaújváros
Tiszaújváros è una città dell'Ungheria di 17.517 abitanti (dati 2001). È situata nella contea di Borsod-Abaúj-Zemplén a 35 km dal capoluogo Miskolc sulla riva del fiume Tibisco.

## Storia
Tiszaújváros è una delle poche città dell'Ungheria che non ha una lunga storia alle spalle. Pur essendo fondata nella zona dell'antico villaggio di Tiszaszederkény (e del quale aveva mantenuto il nome fino al 1970), la città è nata dopo la Seconda guerra mondiale quando il governo volle creare una città industriale nel Nord-est del paese per creare opportunità di lavoro. La costruzione incominciò il 9 settembre 1955 con la centrale elettrica, a seguire una fabbrica chimica con annessa raffineria (operativa dal 1961). Con la seconda fase (1962-1966) vennero costruite altre abitazioni, ristoranti e negozi e ottenne lo status di città nel 1966 (con una popolazione di 10.000 abitanti).
Il 22 aprile 1970, centenario della nascita di Lenin la città cambiò nome e divenne Leninváros (città Lenin), che mantenne fino al 22 novembre 1990 per prendere quello attuale, che significa "città nuova Tibisco".

## Amministrazione

### Gemellaggi
- Ludwigshafen am Rhein
- Miercurea Ciuc, dal 1997[1]
- Rimavská Sobota
- Świętochłowice